# Isolée
Rajko Müller is een Duits producer die onder de naam Isolée deephouse en minimal techno maakt. Zijn muziek wordt ook nog weleens onder de microhouse geschaard. Isolée heeft zijn bekendheid vooral te danken aan de plaat Beau mot plage, die in de periode van 1998 tot 2000 op veel verzamelalbums terug te vinden was.

## Biografie
Rajko Müller werd geboren in Frankfurt, maar groeide op in Algerije. Van zijn ouders kreeg hij een elektrisch orgel cadeau, waarmee hij zijn eerste stappen in het maken van muziek zette. In zijn tienerjaren kocht hij ook een synthesizer en een drumcomputer en begon daarmee zijn eigen synthpop te produceren. Door vrienden kwam hij in aanraking met dancemuziek, waarna hij besloot op die stijl over te gaan. Via vriend Andreas Baumecker wist Rajko een contract bij Playhouse te regelen. Daarop verscheen in 1996 zijn eerste ep.
De doorbraak van Isolée startte in 1998 wanneer hij de ep Beau mot plage uitbracht. Het titelnummer werd door veel dj's opgepikt en verscheen in de periode 1998 tot 2000 op vele verzamelalbums en in mixen. Het nummer werd in 2000 op cd-single uitgebracht en voorzien van een videoclip. In 2000 verscheen ook Rest, het debuutalbum. Op het album wordt op enkele tracks ook meegewerkt door Peter Kremeier. Het album werd door muziekmedia als een van de sterkste albums van het jaar geduid.
De jaren daarop was het wat rustiger en verschenen er enkele singles. Ook maakte hij een singleversie voor Cardiology van Recloose. In deze periode studeerde hij af, verhuisde hij en bouwde hij een geheel nieuwe studio. Pas in 2005 was het tweede album af. We are monster werd eveneens geprezen door muziekmedia. In 2006 werd Western store uitgebracht. Dit is een verzamelaar van oude tracks van de ep's die Isolée in de late jaren negentig uitbracht. Hiervan verschenen ook enkele remixes op de singles The Western edits.
Daarna werd het weer een tijdje rustig. In 2007 vertrok hij bij het Playhouse label. Een enkelbreuk zorgde dat hij een tijd niet aan produceren toekwam. In 2009 en 2010 verschenen er weer enkele singles en ep's en in 2011 lag het album Well spent youth in de winkels. Deze plaat werd wat koeler ontvangen. Dat jaar maakte hij ook een dj-mix voor Resident advisor.
Hoewel hij singles blijft uitbrengen, duurt het tot 2023 voor er een nieuw album verschijnt met Resort Island.

## Discografie

### Albums
- Rest (2000)
- We Are Monster (2005)
- Well Spent Youth (2011)
- Resort Island (2023)

### Verzamelalbums
- Western Store (2006, early singles compilation)

### Singles en ep's
- System (1996)
- Raum einz (1997)
- Initiate (1998)
- Beau mot plage (1998)
- WesternStore (1998)
- I owe you (1999)
- It's about (2002)
- I can't sleep at night (2002)
- Brazil.com (2002)
- The Western Edits Pt. 1 (2006)
- The Western Edits Pt. 2 (2006)
- Hermelin (2006)
- October Nightingale EP (2009)
- Albacares (2009)
- The Fantastic Researches Of Yushin Maru (2010)
- Taktell (2011)
- Allowance (2013)
- Dennis (2013)
- Floripa (2015)
- Mangroove (2017)
- Ginster (2019)
- Candy Apple Red (2020)
- Rumour (2023)